# Baynounah Sports Club
Il  Baynounah Sports Club (in arabo  نادي بينونة الرياضي‎?) è una società calcistica emiratina di Abu Dhabi. Milita nella UAE Second Division League, la terza divisione del campionato emiratino di calcio.

## Storia
Fondato nel 2019 con il nome di Sport Support, ha preso parte alla prima stagione della neo formata terza divisione emiratina la UAE Second Division League; hanno battuto l'Al Hazem per 2-1 nella loro prima partita professionistica della loro storia. Nonostante il buon inizio di stagione, la squadra ha terminato la stagione all'ottavo posto in classifica.
Nel 2020 il club cambia il nome in  Baynounah Sports Club . Nella loro seconda stagione vincono la Hamdan bin Zayed championship dopo aver battuto in semifinale l'Al Hamra e in finale il Bu Hasa dopo i calci di rigore. La vittoria nella competizione regionale ha aiutato il club a crescere sia in notorietà che nel numero di sostenitori nella regione di Al Dhafra

## Squadra Attuale
Stagione 2023–24:
| N. |                           | Ruolo | Calciatore         |
| -- | ------------------------- | ----- | ------------------ |
| 1  | Giordania (bandiera)      | P     | Daniel Swaidan     |
| 2  | Ghana (bandiera)          | D     | Emmanuel Afriyie   |
| 3  | Ghana (bandiera)          | C     | Ibrahim Tahiru     |
| 4  | Egitto (bandiera)         | D     | Ahmed El Sisi      |
| 5  | Egitto (bandiera)         | D     | Eslam Mostafa      |
| 6  | Iraq (bandiera)           | D     | Abdullah Hameed    |
| 7  | Nigeria (bandiera)        | A     | Ukeme Umoh         |
| 9  | Nigeria (bandiera)        | A     | Promise Onen       |
| 10 | Marocco (bandiera)        | C     | Mohamed Abdelmoula |
| 13 | Marocco (bandiera)        | C     | Elmehdi Boumadiane |
| 15 | Costa d'Avorio (bandiera) | C     | Ibrahim Konate     |
| 17 | Giordania (bandiera)      | C     | Hadi Masharqa      |

| N. |                                | Ruolo | Calciatore           |
| -- | ------------------------------ | ----- | -------------------- |
| 18 | Emirati Arabi Uniti (bandiera) | A     | Omar Heba            |
| 19 | Ghana (bandiera)               | D     | Carlos Mensah        |
| 22 | Egitto (bandiera)              | P     | Ahmed Gaweech        |
| 23 | Camerun (bandiera)             | A     | Ibrahim Konate       |
| 28 | Camerun (bandiera)             | A     | Martinez Rengou      |
| 48 | Ghana (bandiera)               | P     | Emmanuel Tetteh      |
| 74 | Egitto (bandiera)              | D     | Amin Ashraf          |
| 77 | Emirati Arabi Uniti (bandiera) | D     | Mohamed Al Hosani    |
| 80 | Nigeria (bandiera)             | D     | Kingsley Salami      |
| 88 | Ghana (bandiera)               | C     | Ronald Forson        |
| 90 | Emirati Arabi Uniti (bandiera) | A     | Mohammed Al Marzooqi |
| 99 | Emirati Arabi Uniti (bandiera) | A     | Mohammad Biroumi     |